# مشاهدة الحيتان

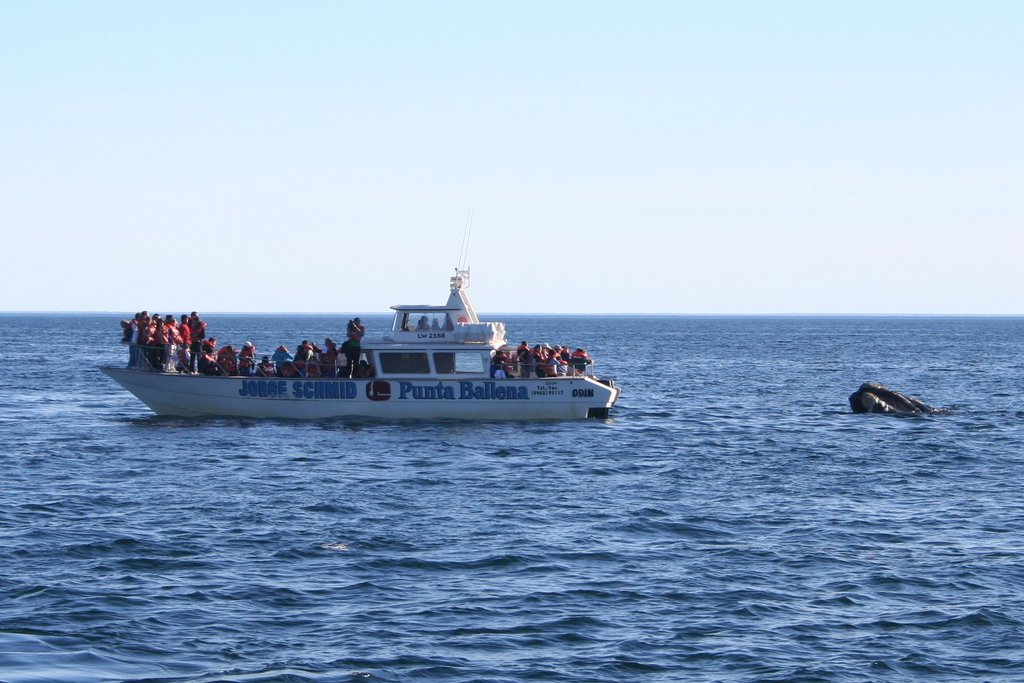
مشاهدة الحيتان، شبه جزيرة فالديه (الأرجنتين)

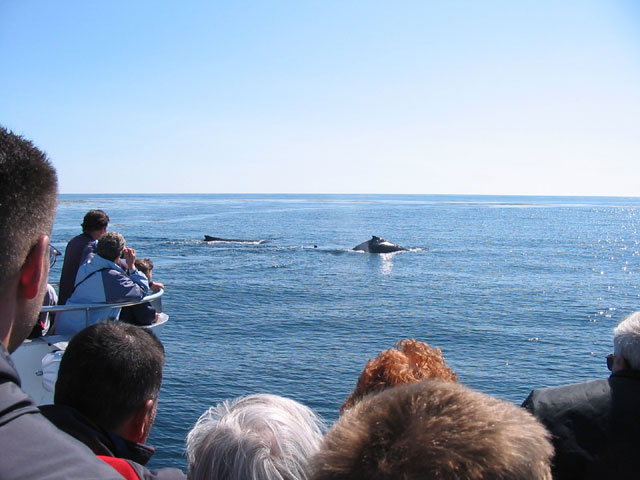
مشاهدة الحيتان في بار هاربر، ماين

مشاهدة الحيتان هي مراقبة ومشاهدة الحيتان والدخس. تُشاهَد الحيتان عادةً مع مراقبة الطيور وتشاهد لأغراض بحثية وعلمية وتنظم هذه المشاهدات من قبل صندوق العناية بالحيوان الدولي.